# مارسيل بوزوفي
مارسيل بوزوفي (بالفرنسية: Marcel Bozzuffi)‏ هو ممثل فرنسي، ولد في 28 أكتوبر 1928 برين في فرنسا، وتوفي في 2 فبراير 1988 بباريس في فرنسا بسبب نزف مخي.

## أعمال

### أفلام
- (1969) زد
- (1971) الرابط الفرنسي[4][5]
- (1979) سلالة

## وصلات خارجية
- مارسيل بوزوفي على موقع IMDb (الإنجليزية)
- مارسيل بوزوفي على موقع ألو سيني (الفرنسية)
- مارسيل بوزوفي على موقع أول موفي (الإنجليزية)
- مارسيل بوزوفي على موقع قاعدة بيانات الأفلام السويدية (السويدية)
- مارسيل بوزوفي على موقع ديسكوغز (الإنجليزية)
- مارسيل بوزوفي على موقع قاعدة بيانات الفيلم (الإنجليزية)
- مارسيل بوزوفي على موقع كينوبويسك (الروسية)